# ماركوس فانر
ماركوس فانر هو لاعب كرة قدم ومدرب كرة قدم سويسري في مركز الدفاع، ولد في 18 فبراير 1973 في Beggingen ‏ في سويسرا. لعب مع نادي سانت غالن ونادي فينترتور.